# トヨタ・bZ4X
bZ4X（ビーズィーフォーエックス）は、トヨタ自動車がSUBARUと共同開発し、販売しているクロスオーバーSUV型の二次電池式電気自動車である。

## 概要

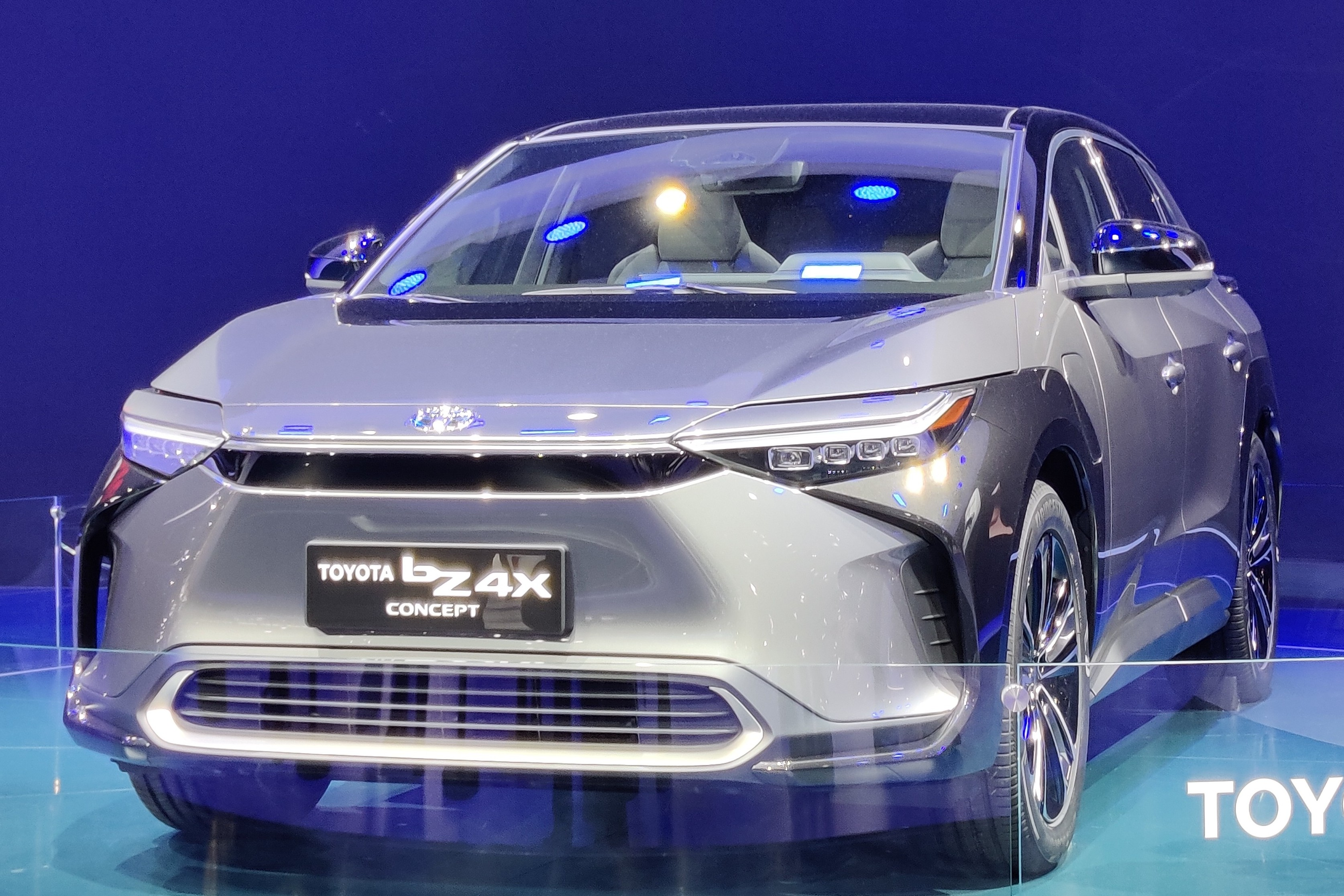
bZ4X コンセプト

2021年4月19日にコンセプト車両が上海モーターショーにて世界初公開された。同日発表されたトヨタのEVシリーズ「TOYOTA bZ」の第一弾であり、bZシリーズのパートナーの一社であるSUBARUと共同開発されている。
SUBARUと共同開発したEV専用プラットフォーム「e-TNGA」を採用し、ショートオーバーハング・ロングホイールベース化による、特徴的なスタイリングと広い室内空間を実現している。駆動方式は、AWD技術に優れたSUBARUとの共同開発による新AWDシステムを採用している。回生システムの活用だけでなく、ソーラー充電システムにより停車中も充電が行える。
異形ハンドルによるステアバイワイヤを、量産車としては世界初採用している。これにより、ハンドル操作によるタイヤ切れ角を自由に変化させることができ、持ち替え不要なハンドル操作を実現している。
また、生産面では部品を一体鋳造するギガキャスト技術を導入。bZ4Xのリヤセクションは、従来ならば部品数86、工程数33で組み合わせていたものを、部品数1、工程数1に低減、剛性や生産性を高めた。
2022年年央までにグローバルでの販売を開始し、日本と中国での生産が予定されている。日本向けモデルは販売に先行して2021年生産分のうち1台は第98回箱根駅伝（2022年1月2日～1月3日）の大会本部車に投入された。
2022年4月12日に、日本向けモデルを5月12日に発売することが発表された。当初はリース専用販売となり、個人向けにはサブスクリプションサービス「KINTO」に最長10年間の長期契約が可能な専用プランを設定。法人向けにはトヨタレンタリース（東京地区ではトヨタモビリティサービスでも対応）を通じて提供される。
2022年10月7日 リコールのため生産を中止していたが生産再開。そして10月26日に受注開始。
2022年10月、中国での製造販売を一汽トヨタと広汽トヨタで開始。 中国仕様では「ダークブルーマイカ」が存在しない代わりに、中国限定の「暮光金」、「皎月銀」の2色が追加される。 バッテリーも日本と異なるCATL製造品でベースグレードは容量50.3 kWh、それ以上のモデルが容量66.7 kWhとなる。また、タイでも販売を開始し、翌日に受注を締め切っている。なお現在タイでの販売車両は日本での生産となる。
2023年10月25日、日本向けモデルを一部改良。充電ポートリッドのBEVシンボルマーク（ELECTRIC）を“BEYOND ZERO”タイプの「BEV」に変更。冷間時のバッテリー暖気性能向上等により、低外気温下における充電時間を短縮。また、AUTO(ECO)モードの自動起動化と空調制御の最適化が行われ、フロントガラスの曇りを検知して外気取り込みのタイミングをより精密にコントロールするために湿度センサーが追加された。後方車両への接近を警告するフラッシュハザードランプが装備され、「Z」には後席シートヒーター、助手席8Wayパワーシート、ブラック塗装のホイールアーチモールも標準装備された。グレード体系が細分化され、インナーミラーを自動防眩にグレードダウン（デジタル(カメラ洗浄機能付)はメーカーオプション設定)、ハンズフリーパワーバックドアやナノイーXを省くなど、必要な装備や機能を厳選することで「Z」よりも50万円（10%程度の消費税込）割安の価格に設定されたエントリーグレードの「G」が追加された。販売方法に関しても、「KINTO」やリース販売に加え、販売店を通じた一般販売（現金一括・残価型割賦など）を同年11月13日より開始することも発表された。
2025年後半、スバル・ソルテラのモデルチェンジに伴い、同様にマイナーチェンジをする予定である。

## 販売店
ひだかトヨタ自動車販売・東かがわトヨタ自動車販売を除く全国のトヨタディーラー各店で販売。